# Liste der Monuments historiques in Mont-de-Vougney
Die Liste der Monuments historiques in Mont-de-Vougney führt die Monuments historiques in der französischen Gemeinde Mont-de-Vougney auf.

## Liste der Objekte
| Bezeichnung | Beschreibung                        | Standort                                           | Kennzeichnung | Schutzstatus | Datum | Bild |
| ----------- | ----------------------------------- | -------------------------------------------------- | ------------- | ------------ | ----- | ---- |
| Kelch       | Silber, Anfang des 18. Jahrhunderts | Mont-de-la-Chapelle, in der Kirche St-André (Lage) | PM25001120    | Classé       | 1979  |      |
| Glocke      | Bronze, 1742 gegossen               | Mont-de-la-Chapelle, in der Kirche St-André (Lage) | PM25001119    | Classé       | 1942  |      |